# Гесс де Кальве, Густав Густавович
Густав Адольф Гесс де Кальве (нем. Gustav Adolf Hess de Calve; псевдонимы — Г. де К., де—К., Г.; 1784 год, Пешт, Венгрия, Австрийская империя (Габсбургская монархия) — около 1838 года, Слобожанщина, Российская Империя) — русский учёный, доктор философии Харьковского университа, минералог, музыкант, журналист, писатель, чиновник, менеджер — горный начальник. Управляющий Луганского литейного завода (1822—1827) и фактический руководитель одноимённого посёлка и округа — исторически — третий градоначальник Луганска. Один из первых биографов Григория Сковороды.

## Биография

### Ранние годы
Родился в 1784 году в венгерском городе Пешт (ныне в составе Будапешта) в Венгрии (Австрийская империя — Габсбургская монархия).
В 1788 году его отец — Адольф Гесс де Кальве получает должность управляющего имения герцога эрцгерцога Фердинанда, великого герцога Вюрцбурского[уточнить] в Чехии и семья перебирается в Прагу.
В Праге прошли его детские годы, там он окончил начальную школу и гимназию.
В 1798 году поступает в Пражский университет, где слушает лекции по математике, естественной истории, философии и теоретической физики.
В возрасте 15 лет — в 1799 году вступает в ополчение и участвует в военных действиях с французами в составе австро-венгерской армии[уточнить], командуя студенческим отрядом Пражского университета.
В 1801 году возвращается к учёбе в университете и до 1803 года слушает метафизику, прикладную математику и юриспруденцию.
Когда дядя Густава — Людовик Гесс де Кальве получил служебное поручение в Венеции, племянник отправился с ним. Там он посещал лекции по медицине в Падуанском университете и путешествовал по Италии.
В 1805 году поступает на воинскую службу в гусарский полк императорской армии.
20 ноября (2 декабря) 1805 года молодой гусар принимает участие в битве под Аустерлицем, где впервые познакомился с русскими.
После подписания мирного договора между Францией и Австрией на протяжении двух лет работает домашним учителем в Надьценке в Венгрии, в доме выдающегося венгерского реформатора и политического деятеля, графа Иштвана Сеченьи. Там он обучает музыке его братьев и сестёр наряду с такими известными преподавателями, как Янош Лебенберг, Миклош Реваи и Ференц Казинци.
Позже ездит с концертами по Венгрии и Моравии, даёт концерты в Пеште, Львове, Кракове и Варшаве.
После начала новой войны с Францией вновь поступает на воинскую службу. После ранения в одном из сражений переходит (по некоторым данным — дезертирует[уточнить]) из австрийской армии в русскую, в которой служит в Молдове до 1810 года.

### Женитьба
После окончания службы, получив отличную аттестацию, навсегда остаётся в Российской Империи.
В 1810 году женится на Серафиме Ильиничне Мечниковой, сестре Евграфа Ильича Мечникова — бывшего директора горных и соляных дел, корни рода которых идут к молдавским князьям. Родители Серафимы Ильиничны проживали в своём имении в Ивановке Купянского уезда Харьковской губернии (ныне Сковородиновка Великорогозянского сельсовета, Золочевского района, Харьковской области).
Молодые супруги живут в имениях Херсонской и Харьковской губернии.

### Учёный
В 1812 года проходит испытания на степень доктора философии на этико-политическом факультете в Харьковском университете, читает три пробных лекции на латинском языке и защищает диссертацию «Научно подлинный философский характер» (лат. Dissertatio inauguralis de genuino philosophiae charactere[уточнить]; Charcoviae, 1812 р.). В диссертации учёный продвигает следующие мысли: дедукция категорий Имманиула Канта полностью ошибочна, а теоретический и практический разум сами по себе являются одним и тем же; существование Бога не только составляет постулат практического разума, но может быть с очевидностью доказано теоретическим разумом; свобода человеческого разума достоверна, как достоверно и бессмертие души; высшая цель гражданского общества — гармония права и силы.
В выводах диссертации прозвучала следующая фраза: «…высшая цель гражданского общества — гармония права и силы».
В июне этого же года, на волне патриотизма по случаю победы в Отечественной войне 1812 года, на благотворительном концерте в зале дворянского собрания Гесс де Кальве исполняет собственное произведение «Концерт для 2-х фортепиано с оркестром». За вторым роялем сидел кандидат химии Орест Шуман.
Кроме классической, композитор увлекался народной музыкой. Им были написаны несколько вариация на темы украинских народных песен (см. напр.: «Як сказала матуся» — 1815 г.).
В течение полутора лет после защиты диссертации не может получить докторского диплома из-за непредставлением документов о происхождении. Выступая в качестве дирижёра на благотворительном концерте в 1814 году, надевает мундир чиновника 8 класса, что соответствовало званию доктора философии, хотя учёный совет ещё не утвердил его в этом звании. Этот поступок вызвал резкое порицание губернатора и министра просвещения России.
Только в апреле 1815 году, после представления им свидетельства от соседей по имению о честной и благородной жизни его, министр образования разрешил выдать ему диплом.
17 октября 1815 года стал членом Филотехнического общества.
В 1816 году обращается к попечителям Харьковского учебного округа с просьбой выделить ему место профессора в университете, однако получает отказ, так как он держал экзамен по латинскому языку в качестве вспомогательного предмета, плохо читал пробные лекции и на плохой латыни написал своё прошение. Кроме того учёный входит в конфликт с министром образования. Оставил университет и поступил на службу в Департамент горных и соляных дел, директором которого работает его свояк — Евграф Ильич Мечников.
С этого времени входит в качестве старшего члена в правление Луганского литейного завода в чине обер-гиттенфервальтера 8 класса[уточнить] (1817—1822).

### Публицист и журналист
В 1818 году Издаёт в Харькове книгу, написанную на немецком языке и переведённую адъюнктом Харьковского университета, Разумником Тимофеевичем Гонорским, под названием «Теория музыки, или рассуждение о сём искусстве, заключающее в себе историю, цель, действие музыки, генерал-бас, правила сочинения (композиции), описание инструментов, разные роды музыки и всё, что относится к ней в подробности. Сочинено в России и для русских» (Харьков, 1818, 2 ч.). Это сочинение было посвящено Императрице Елизавете Алексеевне, которой ранее был поднесён манускрипт.
Труд Г. де Кальве стал первой попыткой в России исследовать эту тему.
В 1820 году выступил на заседании Вольного товарищества любителей российской словесности с докладом «Опыт исторического исследования об образовании человеческих способностей, в особенности по части минералогии» (опубликовано в «Трудах» общества (СПб., 1819, часть Х) и в журнале Соревнователь просвещения и благотворения).
В этот период жизни активно работает в жанре публицистики и журналистики. Известны следующие его статьи: «О шуточном и смешном» («Украинский вестник», 1817, № 4) и «Сковорода — циник нынешнего века» («Украинский вестник», 1817, № 6), «О чихании, или о причинах желания при сём здоровья» и отрывок из его неизданного сочинения «О суеверии» (Соревнователь просвещения и благотворения, 1818, № 8 и № 12), «Несколько слов о древних рудниках в Сибири» и «Об открытии новых минеральных источников на Кавказе» («Отечественные записки», 1825, ч.22).

### Управляющий Луганского литейного завода
В феврале 1822 года, после смерти Якова Нилуса становится управляющим Луганского литейного завода и получает чин обер-бергмейстера 7 класса. Высочайший указ от 28 июля (9 августа) 1822: «Горным начальником Луганского литейного завода Повелеваем быть служащему в правлении того же завода обер-гиттенфервалтеру 8 класса Гесс-де-Кальве, с жалованием и столовыми, по штату прочим горным начальникам назначенным, Всемилостивейше Жалуя его в обер-бергмейстеры седьмого класса»
Войти в горнозаводское дело ему помогли глубоко знающие дело специалисты Луганского завода — Михаил Чернявский, Гаврила Козин, Иван Першин.
На посту руководителя градообразующего предприятия, в отличие от предшественника, сосредотачивается на людях. Первым делом он отправляет в Санкт-Петербург отчёт, о плохом состоянии мастеров и высоком уровне смертности, к которому прикладывает карты и чертежи построек. Далее начинает строительство различных социальных заведений.
При нём в посёлке появляется новый госпиталь, а старый, после реконструкции, был преобразован в богадельню, куда помещаются старики и больные. Это было первое заведение подобного вида.
23 января 1823 года его стараниями была основана горно-заводская школа, которая начинает выпускать рабочие кадры на месте. Это так же было первое подобное учебное заведение на Украине. Оно под разными названиями дожило до наших дней — ПТУ № 7 Луганска фактически является наследником этой старейшей профессиональной школы[уточнить].
По голландскому образцу в 1825 году создал образцовую ферму, для снабжения посёлка мясом и молоком. Ферма также стала необычным для Российском Империи того времени предприятием. В 1930 году она была преобразована в несколько учебных учреждений для обучения рациональных методов ведения сельского хозяйства.
В достаточном количестве наделил земельными наделами всех отставных мастеров, вдов и сирот, которые пожелали её получить.

### Отставка
После поступления в канцелярию Императора в мае 1826 года анонимного доноса и отстранения от дел началось следствие. В декабре 1826 года его освободили от должности горного начальника Луганского завода и назначили управляющим образцовой фермой. Высочайший указ от 16 (28) декабря 1826: «Горным начальником Луганского завода Повелеваем быть смотрителю Кронштадтского завода обер-гиттенфервалтеру Ильину, Всемилостивейше жалуя его при сем случае в обер-бергмейстеры 7-го класса; настоящему же начальнику Луганского завода обер-бергмейстеру Гесс-де-Кальве, впредь до определения к другому месту, управлять заведенною там образцовою фермою для возможных родов сельского хозяйства, с получаемым им ныне жалованием и столовыми»
Образцовая ферма учреждена в 1825: «Со стороны Министерства финансов учреждаются разные образцовые сельские хозяйственные заведения или фермы, для споспешествования разведению крапа, вайды, вуя и нескольких других растений, входящих в торговлю. Одно из сих заведения учреждается близ Луганского чугунного завода в Екатеринославской губернии. Особенною при сем целью есть обучение казенных крестьян». Гесс-де-Кальве начал управлять фермой, будучи ещё в должности начальника Луганского завода: «В прошедшем номере было уже упомянуто, что близ Луганского чугунного завода в Екатеринославской губернии на берегу Донца учреждается со стороны Министерства финансов образцовая ферам, меющая главной целью распространить разведение вайды, крапа, вау, ворсильных шишек и других растений, входящих в фабричное производство. Ныне отправлено туда нужное число опытных чиновников и начальник Луганского чугунного завода, берг-гауптман Гесс-де-Кальве, имеющий главный надзор, приступил уже к делу. Земля отведена; здания построены будут в будущее лето из белого весьма обильного в тех странах известкового камня. В свое время будут принимаемы на сию ферму также и ученики от помещиков»
Следствие, суд и утверждение его решения длились без малого шесть лет (по другим данным — четыре года). Состоявшийся суд признал вину управляющего в растрате казённых средств и постановил возвратить 5 747 руб. 17 коп из собственного кармана, кроме того, его навечно отстранили от службы без мундира и пенсии:
…Отставить Гесса де Кальве от службы впредь неблагонадёжного, ни к каким делам не определять, надписать сие на документах и опубликовать повсеместно. Сверх того, в пополнение казённого ущерба от неправильных его распоряжений… обратить на него ответственность в той переплате, которую он при заготовлении провианта во времена своего управления противу справочных цен сделал, а именно на сумму 5 747 рублей 17 копеек…
Император Николай I решение суда утвердил.
Некоторые историки усматривают в решении суда политические мотивы, связанные с вольнодумством Г. де Кальве, а также в его приятельских отношениях с общественными деятелями того времени, включая Декабристов.

### Поздние годы
Дальнейшая судьба Г. де Кальве неизвестна. По некоторым данным он оставил Луганск ещё в 1828 году и поселился в своём благоприобретённом имении в Серафимовке в Харьковской губернии (близ слободы Верхняя Дуванка). Владел винокуренным заводом, постоялым двором и др., занимался сельским хозяйством. По мнению биографов умер около 1838 года на Слобожанщине.

## Семья
Был женат дважды.  
Первая жена — Серафима Ильинична Мечникова, дочь корнета Ильи Ивановича Мечникова, сестра Е. И. Мечникова — сенатора, тайного советника, бывшего директора горных и соляных дел. Продала мужу имение в Серафимовке. Их сын — титулярный советник Александр, помещик дер. Ольговки, Купянского у., Харьковской губернии, 50 душ муж. пола (1859). Служил по выборам дворянства и ведомству М-ва внутренних дел, член Купянского уездного комитета для установления цен горячим напиткам (Купянского уездного комитета для наблюдения за продажей горячих напитков), затем купянский земский исправник. Наследовал имение в Серафимовке, которое продал в 1853 году. Его жена — Ольга Романовна Гесс-де-Кальве, помещица дер. Андреевка, Купянского уезда, Харьковской губернии (1859).  
Вторая жена — Варвара Петровна Арцыбашева, дочь майора Петра Петровича Арцыбашева, сестра штабс-ротмистров Павла и Ивана Петровых Арцыбашевых, изюмская помещица. Их сын — статский советник Пётр, служил по выборам дворянства и ведомству М-ва юстиции, дворянский заседатель Изюмского земского суда, мировой судья 4-го — 1-го участков (в разное время) Изюмского судебно-мирового округа и председатель означенного мирового Съезда, присяжный поверенный округа Харьковской судебной палаты. Родственник Бекарюковых.  

## Награды
Награждён Орденом Святого Владимира 4 степени 9 (21) февраля 1824 в награду «отличных трудов и усердия к службе»

## Прочие сведения
Был католиком.
20 января (1 февраля) 1825 в Слободско-Украинской гражданской палате совершена купчая, на проданное гиттенфервалтером Иваном Мечниковым сестре, обер-бергмейстерше 7 класса Серафиме Гесс- -де-Кальве, лесное место, называемое Попасное, состоящее из 13 десятин, лежащее Купянского уезда в дачах слободы Новомлиновской, за 2000 руб.
6 (18) июня 1830 в Купянском уездном суде явлена купчая, от обер-бергмейстера 7-го класса и кавалера Густава Густавова Гесс-де-Кальви, совершенная в Слободско-Украинской палате гражданского суда 26 августа (7 сентября) 1819, данная ему от жены его Серафимы Ильиной, на проданную последней первому часть недвижимого имения, состоящего Купянского уезда, в даче слободы Новомлинска при хуторе Серафимовке, удобной земли 550 дес., с принадлежащим к оной водопоем, да лесу 7 десятин, за 3 000 руб. Купчая писана на гербовом листе 5 рублевой цены; пошлин с 3000 руб. взыскано ассигнациями 180 руб., да за записку 10 рублей.
6 (18) июня 1830 в Купянском уездном суде явлена купчая, от обер-бергмейстера 7-го класса и кавалера Густава Густавова Гесс-де-Кальви, совершенная в Слободско-Украинской палате гражданского суда 20 сентября (2 октября) 1827, данная ему от штабс-капитана Антона Иванова Кулака [Кулакова], на проданное последним первому недвижимое имение, состоящее Купянского уезда, в дачах слободы Двуречной, при вершине речки Ольшаной, всего земли пахатной и сенокосной с лесом 240 дес., со всеми на той земле принадлежащими ему строениями, как то: винокуренным заводом, с находящеюся в оном посудою, господским домом, 2 рубленными деревянными амбарами, крестьянскими избами, ветряной мельницею и постоялым двором, устроенным на Валуйском тракте, за 4 500 рублей. Купчая писана на гербовом листе 10 рублевой цены; пошлин с 4 500 руб. взыскано ассигнациями 180 руб. да за записку 10 рублей.
2 (14) июня 1831 в Купянском уездном суде явлена от сенатора, обер-берггауптмана 3-го класса и кавалера Евграфа Ильича Мечникова, раздельная [запись], учиненная им с братьями и сестрами его, как то: флота капитан-лейтенантом Петром, надворным советником Егором, гиттенфервалтером Иваном за себя и по обязанности опекуна покойной их сестры Серафимы Ильиной Гесс-де-Кальве за малолетнего сына Александра и девицею Дарьей Ильиными Мечниковыми, совершенная в оном суде, на доставшуюся ему после отца их корнета Ильи Мечникова часть наследственного имения и на уступленную ему ж от брата его капитан-лейтенанта Петра Мечникова по условию, учиненному между ними 30 апреля (12 мая) 1817, также часть его Петра имения, за уплаченные им сенатором Евграфом Мечниковым долги его 26 295 рублей, состоящую Купянского уезда, в дачах села Новомлинского земли с лесом и угодьями 6392 дес. 215 сажень; цена разделяемому имению объявлена 220 000 рублей. Раздельная писана на гербовом листе 600 рублевой цены; пошлин по силе узаконений не взято, а за записку 10 руб. взыскано.
В том же – 1831, в Слободско-Украинском губернском правлении с аукционного торга продавалось его имение: «земля пахатная и сенокосная, состоящая Купянского уезда, в дачах деревни Ясиновке 688 дес., да леса хворостяного 7 ½ дес. состоящая при деревне Сарафамовке [Cерафимовке] в байраке [Попасном], по сказкам принадлежащая 7-го класса Гесс-де-Кальве, описанная и оцененная каждая десятина земли 30 руб., а лес с землею по 100 руб., всего на 21390 руб., за неплатеж должных им штабс-капитану Кулаку [Кулакову] 10 800 руб. с интересом денег, годового же дохода с одного имения показано 1376 руб. на сроки: 1-й марта 26, 2-й апреля 24, а 3-й и последний через месяц от дня 1-го позднего припечатания».
16 (28) июня 1833 Слободско-Украинской губернии в Купянском уездном суде от штабс-капитана Окола [Антона] Кулакова явлена данная, совершенная в Слободско-Украинской палате гражданского суда сего ж года марта 27, выданная ему из Слободско-Украинской палаты гражданского суда, на купленное им с публичного торга недвижимое имение, пахатной и сенокосной земли 688 дес., состоящей Купянского уезда в дачах деревни Ясиновки, принадлежащей обер-бергмейстеру 7-го класса Гесс-де-Кальве, да леса хворостяного 7 ½ дес. состоящего при деревне Сарафимовке [Серафимовке] в байраке Попасном, ассигнациями за 20 640 рублей. Данная писана на гербовом листе 30 рублевой цены; пошлин взято с 20 640 руб. ассигнациями 570 рублей.
17 (29) июля 1834 в Изюмском уездном суде Слободско-Украинской губернии совершен от штабс-ротмистров Павла и Ивана Петровых Арцыбашевых, да родной сестры их обер-бергмейстера 7-го класса Гесс-де-Кальве жены Варвары Петровой, раздельный акт, на разделенное ими движимое и недвижимое имение, доставшееся им по наследству после смерти родителей их, состоящее Изюмского уезда при деревне Высоко-Ивановки земли 857 дес. 1393 саж. и крестьян ревизских мужескаго пола 55 душ и при деревне Бугаевки земли 2263 дес. 760 саж. и крестьян ревизских муж. пола 104 души, со всеми в оных деревнях хозяйственными обзаведениями, коему цена по совести объявлена 100 000 рублей. Акт писан на гербовом листе 200 рублевой цены; пошлин за записку взято ассигнациями 10 рублей.
Гесс-де-Кальве Варвара Петрова, обер-бергмейстерша 7-го класса. Налагается запрещение на крестьян и дворовых людей, состоящих Слободско-Украинской губернии, Изюмского уезда, при деревне Бугаевке, 28 мужского и 29 женского пола душ, до уплаты должных ею по закладной штаб-капитанше Марфе Владыкиной 9 000 руб.
22 января (3 февраля) 1853 в Харьковской гражданской палате совершена купчая крепость на проданное губернским секретарем Александром Густавовым Гесс-де-Кальве титулярному советнику Корнилию Антонову Зайцову движимое и недвижимое с крестьянами имение, состоящее Купянского уезда, при деревне Серафимовке, все без остатка, серебром за 11 260 руб. Купчая писана на листе в 24 руб., пошлин взято 450 руб. 40 коп. и с акта 3 руб. серебром.

## Комментарии
1. ↑  В источниках встречается написание фамилии через дефис (Гесс-де-Кальве), с большой буквы для частицы (Гесс Де Кальве), и с частицей «да» (Гесс да Кальве). В целом встречаются следующие формы и компоновки имени и фамилии: Густав Густавович Гесс де Кальве, Густав Гесс де Кальве, Густав Гесс-де-Кальве, Гесс Де Кальве Густав Густавович, Гессе Густав Густавович (де Кальве), Гессе-де-Кальве, Густав Густавович, Густав (Густав Адольф) Густавович Гесс-де-Кальве, Г. де Кальве и т. д.
2. ↑  Отрывки «Теории музыки» печатались в 1816 и 1817 годах.